# Guniubei Shuiku
Guniubei Shuiku (kinesiska: 牯牛背水库) är en reservoar i Kina. Den ligger i provinsen Anhui, i den östra delen av landet, omkring 100 kilometer sydväst om provinshuvudstaden Hefei. I omgivningarna runt Guniubei Shuiku växer i huvudsak blandskog.
Genomsnittlig årsnederbörd är 1 890 millimeter. Den regnigaste månaden är juli, med i genomsnitt 316 mm nederbörd, och den torraste är januari, med 53 mm nederbörd.